# پسامصرف‌گرایی
پسامصرف‌گرایی (به انگلیسی: Post-consumerism)، یک دیدگاه یا ایدئولوژی است که رفاه، جدا از اهمیت مادی، هدف زندگی است و اغلب نشان می‌دهد که تمایل فزاینده‌ای برای ادعای چنین چیزی وجود دارد. پسامصرف‌گرایی همچنین می‌تواند به عنوان حرکت فراتر از مدل فعلی مصرف‌گرایی اعتیادآور تلقی شود. این راهبرد شخصی و اجتماعی از ارزش‌های اصلی هر فرد برای شناسایی «رضایت کافی برای امروز» استفاده می‌کند. هدف و نتیجه این راهبرد اساسی تا به امروز «به مردم رسیده‌است در جایی که هستند و نه اینکه تنها در جایی که ما هستیم.» بنابراین، این پویش (کمپین) «در حال ترویج این پرسش جذاب است»، بدون توجه به پاسخ آن: آیا در حال حاضر چیزهای کافی دارم؟